# Kantönligeist
Kantönligeist ist in der Schweiz ein negativ konnotierter Begriff für ein auf den einzelnen Kanton ausgerichtetes Denken und Handeln beziehungsweise für den kantonalen Partikularismus. In unrichtiger, aber häufiger Verwendung steht er auch für den Schweizer Föderalismus als solchen.

## Begriff
Der Begriff Kantönligeist – zur Wortbildung mit einem Verkleinerungssuffix siehe den Artikel -li – findet sich seit dem 19. Jahrhundert, wo er neben heute kaum mehr gebräuchlichen Wörtern wie Örtligeist und Gmeindligeist stand.
Er entstand aufgrund der seit der Gründung des Bundesstaates 1848 andauernden Spannung zwischen kantonaler Souveränität einerseits und bundesstaatlicher Einigungsbestrebungen anderseits. Zur Gewährleistung eines konfliktfreien Zusammenlebens dieser Gruppen in der Willensnation Schweiz wurden bei der Gründung des heutigen Bundesstaates staatspolitische Instrumente wie der Föderalismus und später die direkte Demokratie eingeführt sowie überhaupt die grösstmögliche Autonomie der Kantone beibehalten. Jeder Kanton besitzt weitgehende Souveränität bei Verfassung, Kultur, Schulwesen, direkten Steuern, Gerichtswesen, Polizeiwesen, Bauwesen, Naturschutz, Heimatschutz und Strafvollzug. Der Föderalismus soll die kulturelle Vielfalt der verschiedenen sprachlichen und kulturellen Gruppen (deutscher, französischer, italienischer und rätoromanischer Kulturkreis), der städtisch und ländlich geprägten Kantone und zwischen Mittelland- und alpinen Kantonen garantieren und beschreibt das Bedürfnis aller Kantone, ihre Eigenständigkeit zu pflegen und zu wahren. Anderseits rufen die zunehmende Mobilität der Bevölkerung, das räumliche Zusammenwachsen der Schweiz und die enge wirtschaftliche Verflechtung des Landes nach einheitlichen Regelungen für die ganze Schweiz.
Der Begriff «Kantönligeist» ist nicht zu verwechseln mit Kantonisierung und Kantonalismus.

## Verwendung
Der Begriff wird abwertend für engstirniges und provinzielles Denken verwendet, um die Kritik an mangelnder Kooperation und zu wenigen Bundeszuständigkeiten zu unterminieren. Er ist allerdings schwammig, da es nun einmal zum Wesen eines föderalistischen Staatswesens gehört, dass die Teilstaaten über eine grössere Autonomie verfügen.
Vor allem von Vertretern des zentralistischen Staatsverständnisses oder der Supranationalität wird der Föderalismus gerne auf den sogenannten «Kantönligeist» reduziert. Damit werden die historisch gewachsenen, subsidiären Regelungsunterschiede zwischen den Kantonen oder auch Gemeinden als überholt oder gar diskriminierend hingestellt. Oft wird von Anhängern des Zentralstaates behauptet, der Föderalismus bremse die politische und wirtschaftliche Entwicklung der Schweiz. Nachteile von aufwendigeren Verfahren bei gemeinsamen Anliegen, werden jedoch dadurch aufgehoben, dass gemeinsam erarbeitete Lösungen von allen mitgetragen werden.  
Eine Umfrage aus dem Frühjahr 2017 zeigt, dass zwei Drittel der jüngeren Generation der unter 30-Jährigen sich nicht mehr mit dem föderalen Prinzip der Schweiz identifizieren. 72 Prozent der Befragten insgesamt sind jedoch der Ansicht, dass das System nicht geändert werden muss.